# جاده ۵۵ (ایران)

تصویر قدیمی از جاده برازجان به شیراز (جاده شماره 55)در سال ۱۸۹۱

جاده ۵۵ خلیج فارس را به بوشهر ،یاسوج،چهارمحال و بختیاری ،  اصفهان و سپس  جاده ۶۵ متصل می‌کند.